# Isekai no seikishi monogatari
Isekai no Seikishi Monogatari (異世界の聖機師物語, L'histoire du seikishi venu d'un autre monde) est une série originale d'OAV des studios VAP, BeSTACK et AIC mettant en scène un monde inconnu. Dans la lignée des anime de mecha, telles que Gundam, le concept diffère toutefois par la vision des mecha de Washio Naohiro.

## Trame

### Univers
Le monde de Geminar s'articule autour des Terres Saintes, sorte de lieu sacré dirigé par l'Église. Ensuite viennent les royaumes du Straiou, Havonia et Shurifon qui forment un premier district autour des Terres Saintes. Au-delà se trouve d'autres régions dont la région des ateliers qui semblent fournir les Seikijins.
On connait peu de chose du royaume du Straiou. Havonia est principalement constitué de canyons et de grotte. Le Shurifon est le royaume des elfes noires et compte beaucoup de forêts.

### Histoire
L'histoire se déroule dans un autre monde appelé Geminar, où des royaumes ont combattu dans des guerres sans fin avec des androïdes pilotés Seikishi comme armes qu'ils ont trouvé dans des ruines antiques. Âgé de 15 ans, Kenshi Masaki, le demi-frère de Tenchi Masaki (protagoniste dans Tenchi Muyo), est appelé à partir de ce monde vers Geminar.

### Personnages

#### Straiou
- Kenshi Masaki

Tenchi Masaki (du manga TENCHI Universe), est invoqué sur Geminar. Au début de la série, il tente d'assassiner la princesse Lashara du Straiou. Par la suite, il devient son domestique au sein des Terres Saintes. D'un naturel serviable, il ne rechigne pas à la tâche et s'avère très compétent pour les travaux domestiques et les travaux de force. Il est quelque peu naïf et a une certaine nature perverse. En effet, il semble incapable de résister aux femmes, surtout lorsque ces dernières exhibent de magnifiques atouts.
Toutefois il s'avère également être un bon combattant, notamment au corps à corps. Il se révèle plus tard être un puissant Seikishi.
- Lashara

Princesse du Straiou, un des trois pays qui bordent les Terres Saintes, elle est couronnée au début de la série. Âgée de 12 ans, elle suit les cours au sein de l'académie des Terres Saintes et compte une certaine rivalité avec sa cousine Maria. Elle est très cupide et pari souvent sur les performances de Kenshi qu'elle a tendance à traiter comme un esclave. Néanmoins elle s'inquiète pour lui, notamment lors des combats, et reconnait sa valeur. Derrière cette façade toutefois on trouve une fille écrasée par les responsabilités et qui souhaiterait simplement vivre comme toutes filles de son âge.
- Chaia

Elle est la garde Seikishi de Lashara. Combattante émérite, elle ne parviendra jamais à rivaliser avec Kenshi. Elle rappelle souvent à Kenshi sa condition et les bonnes manières, et ce de manière brutale. Tout comme Lashara, elle reconnaît sa valeur mais ne parvient pas à se faire à son comportement irresponsable.
- Wahanly

Également Seikishi, elle est moins expérimentée que Chaia. Son domaine d'application serait plutôt l'ingénierie. Elle a conçu notamment des armes à poudre afin de lutter contre les Seikijins, et une famille de robot capable de fonctionner sans Ena (sorte de flux de puissance présent dans l'air), les kikôjin.
- Babalun

On sait peu de chose sur lui. Ancien commandant lors d'une guerre dont on ne sait rien, il est maintenant prêtre de l'Église. Il fomentera un complot visant à s'emparer de Geminar par la force de Gaia.
- Dagmyer

Il était chargé de l'assassinat de Lashara via Kenshi. C'est un Seikishi mâle très habile. Il coordonne les actions des renégats pour le plan de Babalun. Il restera profondément marqué par sa défaite contre Kenshi.

#### Havonia
- Maria

Cousine de Lashara, elle ne dirige toutefois pas encore le royaume qui est toujours sous l'autorité de sa mère. Souvent en concurrence face à sa cousine, elle est toutefois plus calme et réfléchie que cette dernière. Elle s'intéresse un temps à Kenshi afin de perce ses secrets, mais y renonce rapidement.
- Yukine

C'est la dame de compagnie de Maria et également une Seikishi, bien que d'un niveau moyen. Elle éprouve certainement des sentiments pour Kenshi, dans tous les cas elle sera celle qui les montrera le plus.
- Flora

Il s'agit de la mère de Maria, donc la tante de Lashara. Elle dirige le royaume d'Havonia. Elle est quelque peu lubrique et sera tout de suite attirée par Kenshi.

#### Shurifon
- Aura

Princesse du Shurifon, elfe noire et Seikishi émérite (au même titre que Chaia), elle sauve la vie de Kenshi alors que ce dernier se rebellait contre ses "employeurs". Plus tard elle apportera les herbes nécessaires à sa guérison. Son père la fiancera ensuite à Kenshi, à la grande surprise de ce dernier.

#### Terres Saintes
- Lithia

Présidente du conseil des étudiantes de l'académie, elle considère Kenshi comme une bête sauvage et le lui rappelle fréquemment. Bien qu'également Seikishi, on ne connait pas son niveau, même si on suppose qu'il s'approche de celui de Chaia. Elle dirigera par la suite les étudiantes dans la contre-attaque des Terres Saintes contre les Seikishis renégats.
- Lapis

Suivante de Lithia, c'est aussi une Seikishi, du niveau de Wahanly. Elle est une des rares personnes à toujours montrer de la gentillesse vis-à-vis de Kenshi.
- Mexiah

C'est la sœur ainée de Chaia, du moins c'est ce que Babalun lui a fait croire. Elle serait plutôt sa cousine. Seikishi de très bon niveau, elle enseigne à l'académie, principalement le combat à l'épée et le maintien. Elle est de nature indécente et taquine souvent Kenshi. Elle porte en elle le cristal de Doll.
- Leia

Elle appartient à l'Eglise. Il s'agit en fait de la mystérieuse personne masquée. Elle est la sœur de Mexiah mais cette dernière l'ignore. Elle porte en elle le cristal de Ulyte.
- La Principale

Elle dirige l'académie des Terres Saintes et semble une personne influente au sein de l'Église.

### Particularités

#### Ena
Il s'agit d'un flux qui parcourt l'ensemble de Geminar jusqu'à une certaine altitude, de l'ordre de cinquante mètres. Sa principale utilisation réside dans le fonctionnement des vaisseaux, Seikijins et tout appareils requérant de la puissance. Ce courant peut être supprimé localement via des générateurs de barrière magique qui absorbent l'Ena.

#### Seikijin
Ce sont des robots fonctionnant à l'Ena, bien qu'ils puissent être alimenté par câble si l'énergie fait défaut. À leur état initial ils se présentent sous la forme d'un exosquelette logé dans un œuf. Lorsqu'il est activé par un Seikishi (pilote), celui-ci pénètre dans l'œuf et prend place dans le cockpit situé dans le torse. Le Seikijin prend ensuite une forme correspondant à son Seikishi. Il faut noter que les exosquelettes n'ont pas tous la même conception et que certains s'avère plus puissant et capable de supporter plus de puissance de la part du pilote. Piloter un Seikijin fatigue le pilote. Si le pilote où sa machine sont trop atteints, le Seikijin bascule à l'état d'œuf et soit se régénère seul soit doit être réparé.
Les Seikijins peuvent utiliser des épées ou des fusils projetant des balles fait de matériaux naturels (comme de la roche) compressé à l'aide de l'Ena.

#### Seikishi
Ce sont les pilotes de Seikijins. Bien que majoritairement des femmes, certains hommes le sont également. Puisque ces derniers sont nettement inférieurs en nombre, ils n'ont pas le choix du mariage, contrairement aux femmes qui peuvent choisir leur prétendant. Cette règle a été établie afin que les unions fassent naître de puissant Seikishi. Pour dire plus simplement il s'agirait de ne pas "gaspiller" le potentiel d'un Seikishi mâle particulièrement puissant. Kenshi en est le meilleur exemple.

#### Kikoujin
Conçu par Wahanly, ce robot fonctionne sans Ena, visiblement à la vapeur. Très maniable, rapide et agile, il est incapable de voler, contrairement aux Seikijins, mais peut tout de même rivaliser avec eux grâce aux armes à poudre (canons et lance roquettes).